# Тэнгис
Тэнгис, Тэнгиз (монг. Тэнгис; кит. 于 - Тан Ки Ши) — кипчак, канцлер династии Юань, старший сын Эль-Тэмура и брат императрицы Данашили (первая жена императора Тогон-Тэмура).
Престиж и уважение отца в обществе помогли Тэнгису в продвижении по карьерной лестнице, но после смерти Эль-Тимура ситуация стремительно начала меняться: Тэнгис заключил соглашение о восстании со своим братом Талахайем. Восстание было подавлено командиром императорской гвардии Баяном-меркитом. Впоследствии Тэнгис и Талахай были казнены.

## В кино
- «Императрица Ки» (Empress Ki | Ki Hwanghoo) телевизионный сериал 2013 года производства Южной Кореи, в роли Тан Ки Ши (Тэнгиса) — Ким Чон Хён (Kim Jeong Hyeon)